# James Mann (político)
James Mann (Gorham, Maine, 22 de junho de 1822 - Nova Orleães, Louisiana, 26 de agosto de 1868) foi um político norte-americano.